# ʿAbd al-Laṭīf al-Baghdādī
Muwaffaq al-Dīn Muḥammad ʿAbd al-Laṭīf ibn Yūsuf al-Baghdādī (in arabo  موفق الدين محمد عبد اللطيف بن يوسف البغدادي‎?), noto più comunemente come ʿAbd al-Latif al-Baghdadi o Abdallatif al-Baghdadi (in arabo عبداللطيف البغدادي‎?) (Baghdad, 1162 – Baghdad, 1231) è stato un famoso medico, storico, egittologo e viaggiatore, nonché uno dei più prolifici scrittori del Vicino Oriente del tempo.

## Biografia
Un interessante ricordo di ʿAbd al-Laṭīf, scritto da lui stesso, viene conservato con aggiunte del contemporaneo Ibn Abi Usaybi'a. Da quest'opera impariamo che la più alta istruzione della gioventù di Baghdad consisteva principalmente nello studio minuzioso delle regole e dei principi della grammatica, e nell'imparare a memoria l'intero Corano, un trattato o due di filologia e giurisprudenza e la poesia araba scelta.
Dopo aver ottenuto grande profitto da questo tipo di istruzione, ʿAbd al-Laṭīf si applicò alla filosofia della natura ed alla medicina. Per rendere proficue le proprie conoscenze, si recò prima a Mosul (1189), e poi a Damasco. Grazie a lettere di raccomandazione scritte dal visir di Saladino, visitò l'Egitto, dove realizzò il suo sogno di parlare con Mosè Maimonide.
In seguito formò uno dei circoli di dotti che Saladino riuniva attorno a sé a Gerusalemme. Insegnò medicina e filosofia a Il Cairo ed a Damasco per molti anni e poi, per breve tempo, ad Aleppo.
Il suo amore per i viaggi lo portò a visitare diverse parti dell'Armenia e Asia Minore durante la vecchiaia. Inoltre, stava organizzando un pellegrinaggio al La Mecca quando morì a Baghdad.

## Racconto d'Egitto
ʿAbd al-Laṭīf fu senza dubbio un uomo intelligente e di grande cultura. Nelle numerose opere (soprattutto in ambito medico) che Ibn Abi Usaybi'a gli attribuisce, una sola, il suo Racconto d'Egitto (al-Ifāda wa l-iʿtibār) illustrato e dettagliato (in due parti), fu noto in Europa, tanto da essere tradotto in lingua latina, tedesco e francese.

### Archeologia
ʿAbd al-Laṭīf era ben consapevole del valore degli antichi monumenti, e pregò i regnanti musulmani di conservare e proteggere gli artefatti ed i monumenti preislamici. Fece notare che la conservazione delle antichità avrebbe prodotto numerosi benefici per i musulmani:
- "i monumenti sono utili prove storiche della cronologia"
- "forniscono prove delle Sacre Scritture, dato che il Corano cita loro ed i loro popoli"
- "sono promemoria della resistenza umana e del destino"
- "mostrano la politica e la storia degli antenati, la ricchezza delle loro scienza, ed il genio del loro pensiero"

Nel discutere la professione di cacciatore di tesori, fece notare che i cacciatori poveri venivano spesso sponsorizzati da ricchi uomini d'affari nelle loro spedizioni archeologiche. In alcuni casi, una spedizione poteva rivelarsi una truffa, con il cacciatore che spariva con il denaro preso allo sponsor. Questa pratica fraudolenta continua tuttora, con ricchi uomini d'affari egiziani ingannati dai cercatori di tesori locali.

### Egittologia
Quest'opera fu una delle prime di egittologia. Contiene una vivida descrizione di una carestia causata, durante la residenza dell'autore in Egitto, dal Nilo che non esondò. Scrisse anche dettagliate descrizioni degli antichi monumenti egizi.

### Autopsia
Al-Baghdadi scrisse durante la carestia egiziana del 597 AH (1200 d.C.), ed ebbe l'opportunità di osservare ed esaminare numerosi scheletri. Si trattò uno dei primi esempi di autopsia post mortem, attraverso cui scoprì che Galeno si sbagliava riguardo alla formazione delle ossa della mascella e dell'osso sacro.

### Traduzione
Il manoscritto in arabo fu rinvenuto nel 1665 da Edward Pococke, un orientalista, e conservato nella biblioteca Bodleiana. Lo stesso Pococke pubblicò il manoscritto in arabo nel 1680. Suo figlio, Edward Pococke il Giovane, tradusse l'opera in latino, anche se riuscì a pubblicare solo metà del suo lavoro. Thomas Hunt tentò di pubblicare la traduzione completa di Pococke nel 1746, ma anche lui fallì nel tentativo. La traduzione completa di Pococke in latino fu infine pubblicata da Joseph White di Oxford nel 1800. Nel 1810 l'opera fu tradotta in francese, con ottime note di Silvestre de Sacy.

## Opere mediche

### Al-Mukhtarat fī l-ṭibb
L' al-Mukhtarat fī l-ṭibb di al-Baghdadi fu una delle prime opere di hirudoterapia. Introdusse un più moderno uso della sanguisuga medica, affermando che le sanguisughe potevano essere utilizzate per la pulizia dei tessuti dopo le operazioni chirurgiche. Fece comunque capire che esisteva un rischio nell'utilizzo di sanguisughe, ed avvisò i pazienti che le sanguisughe stesse dovevano essere pulite prima di essere utilizzate. Scrisse anche che dopo che le sanguisughe avevano succhiato il sangue, il sale doveva essere  "sparso sulla parte interessata del corpo umano".

### Medicina dal Libro e dalla Vita del Profeta
Scrisse un libro intitolato al-Ṭibb min al-Kitāb wa-l-Sunna (La Medicina del Corano e della Sunna), in cui descriveva le pratiche mediche islamiche fin dal tempo di Maometto.

### Diabete
Al-Baghdadi fu anche l'autore del principale libro che parlava di diabete.